# Luca Cardelli
Pour les articles homonymes, voir Cardelli.
Luca Andrea Cardelli (né en 1954) est un chercheur en informatique et ingénieur italien. Il a notamment été directeur adjoint du centre de recherche de Microsoft à Cambridge,. Il est surtout connu pour ses recherches sur la théorie des types, la théorie des objets et la sémantique opérationnelle,. Il a participé à la conception du langage de programmation Modula-3,,,. Il est membre de la Royal Society.

## Prix et distinctions
En 2004, il devient membre d'honneur de l'Association for Computing Machinery. En 2007, Cardelli reçoit le prix AITO Ole-Johan Dahl et Kristen Nygaard.